# Sankt Lorenzen am Wechsel
Sankt Lorenzen am Wechsel osztrák község Stájerország Hartberg-fürstenfeldi járásában. 2017 januárjában 1502 lakosa volt.

## Elhelyezkedése

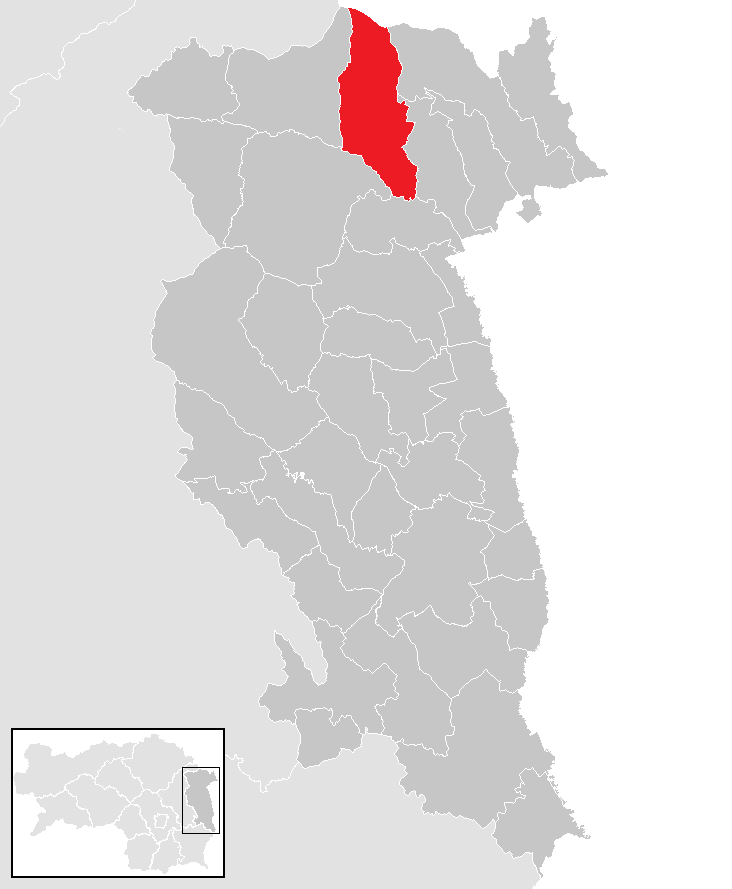
Sankt Lorenzen am Wechsel a Hartberg-fürstenfeldi járásban

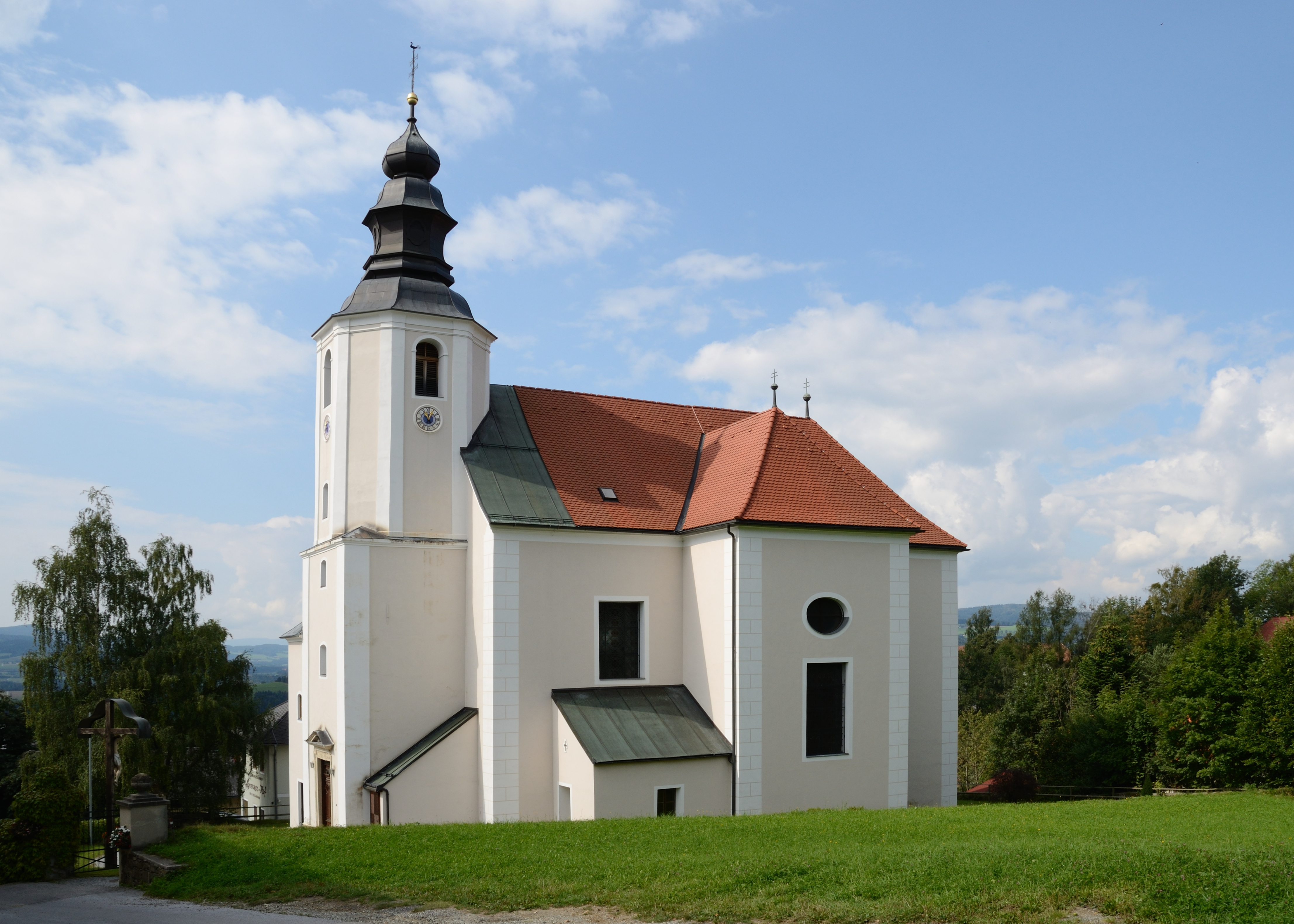
A Szt. Lőrinc-templom

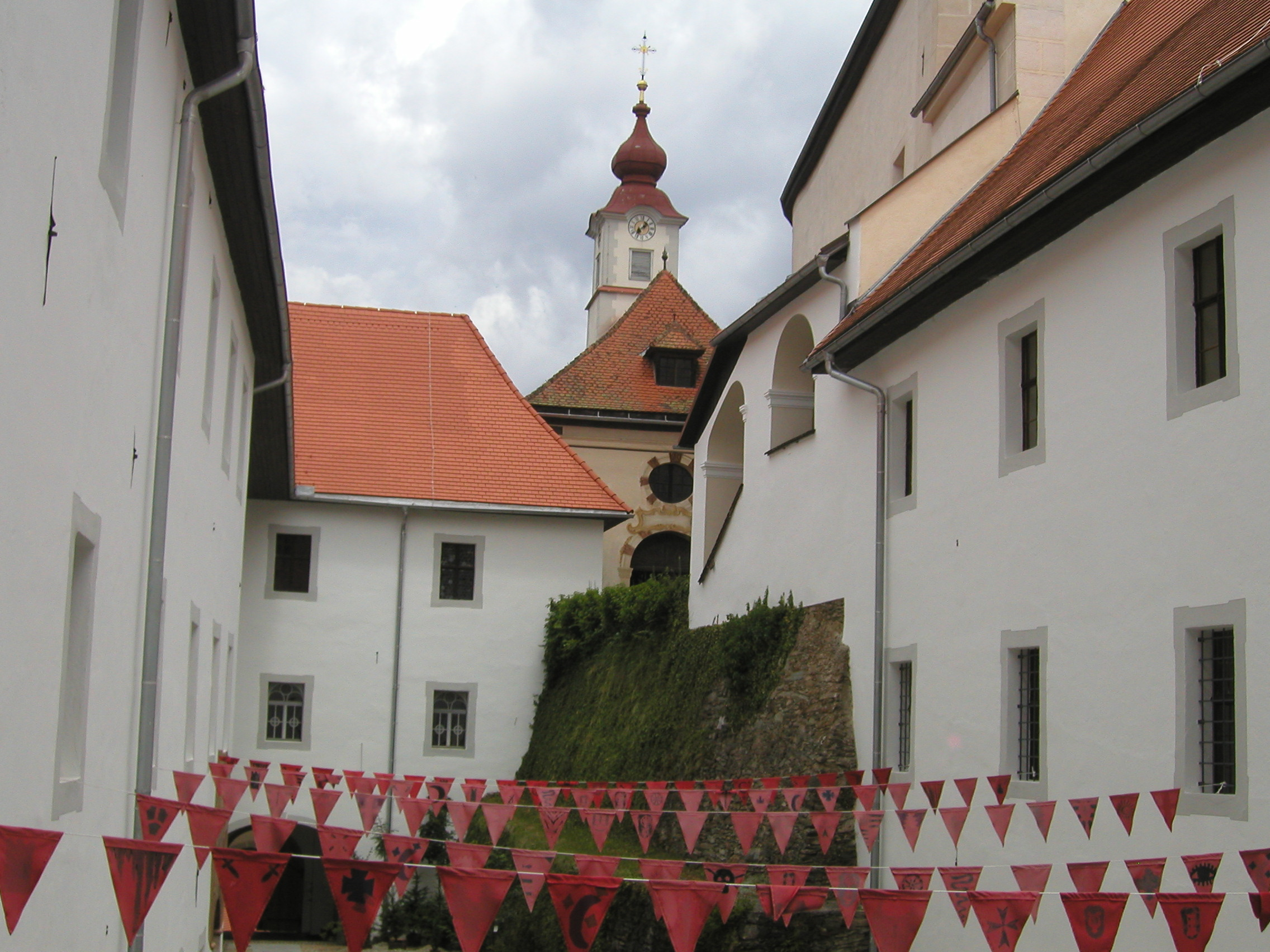
A Festenburg udvara

Sankt Lorenzen am Wechsel a Wechsel-hegység lábánál fekszik, mintegy 17 km-re északra a járási központ Hartbergtől. Déli határát a Lapincs folyó alkotja, északon Alsó-Ausztriával határos. Legmagasabb pontja a Niederwechsel (1669 m), egyéb jelentős hegycsúcsai az Irrbühel (1423 m), Windhag (1395 m), Lorenzkogel (1353 m) és Hochkogel. Fontosabb a folyóvizei a Lapincsba ömlő Első- és Hátsó-Waldbach. Az önkormányzat 3 katasztrális községben (Auerbach, Köppel, St. Lorenzen am Wechsel) 6 települést egyesít: Auerbach (136 lakos), Festenburg (169), Köppel (318), Kronegg (177), Riegl (212), Sankt Lorenzen am Wechsel (517). 
A környező önkormányzatok: északkeletre Pinggau, keletre Dechantskirchen, délre Rohrbach an der Lafnitz, délnyugatra Vorau, nyugatra Waldbach-Mönichwald, északra Aspangberg-Sankt Peter (Alsó-Ausztria). 	

## Története
Az ókorban római kereskedelmi útvonal haladt át az önkormányzat területén és néhány ebből a korból származó halomsírt is feltártak. A mai falvak a 12-13. században jöttek létre a magyar határ megerősítésének szándékával. Különösen a voraui apátság 1163-i alapítása után indult be a térség betelepítése. Az első lakott hely - egy tanya - említése 1250-ből származik, St. Lorenzené pedig 1266-ból. Bár a név alapján a Szt. Lőrincnek szentelt templom ekkor már állt, létére az első írásos bizonyíték 1344-es.  
A falvak középkori élete viharosnak bizonyult, természeti katasztrófák és háborúk váltották egymást. 1349/50-ben, 1599-ben és 1679/80-ban pestis sújtotta Sankt Lorenzent; 1478-ban és 1480-ban a sáskajárás miatt lakói éheztek. A magyar határ közvetlen közelében fekvő falut a magyar királyi csapatok, Rákóczi kurucai és a törökök több ízben feldúlták. 1529-1533-ban és 1684-ben a törökök lerombolták a templomot, Festenburg várát viszont nem sikerült bevenniük. A vár a 17. század elején a voraui apátsághoz került és a 18. században kolostorrá alakították át. 
Kövezett út csak 1902-ben létesült és 1907-ben megépült a postahivatal. A második világháborúban a község területén éles harcok folytak a Wehrmacht és a Vörös Hadsereg között.

## Lakosság
A Sankt Lorenzen am Wechsel-i önkormányzat területén 2017 januárjában 1502 fő élt. A lakosságszám 1991-ben érte el csúcspontját 1742 fővel, azóta csökkenő tendenciát mutat. 2015-ben a helybeliek 99,3%-a volt osztrák állampolgár; a külföldiek közül 0,1% a régi (2004 előtti), 0,4% az új EU-tagállamokból érkezett. 2001-ben a lakosok 98,4%-a római katolikusnak, 0,2% evangélikusnak, 0,9% pedig felekezet nélkülinek vallotta magát. 

## Látnivalók
- a Festenburg-kastélyt eredetileg a Stubenberg-család építette 1200 körül. Többször tulajdonost cserélt, végül 1616-ban a voraui apátsághoz került és 1700-ban kolostorrá alakították át. Templomának (a korábbi lovagteremnek)  és hat kápolnájának barokk festményeit Johann Cyriak Hackhofer készítette. A kastély látogatható.
- a barokk Szt. Lőrinc-templom 1684-ben épült, miután két elődjét is elpusztították a vonuló hadseregek. Magát a templomot is a támadások elleni erődítések részeként tervezték. A plébánia 1719-ből származik.
- Franz Andreas Weißenbäck zeneszerző (a falu szülötte) emlékműve a főtéren

## Fordítás
- Ez a szócikk részben vagy egészben  a   Sankt Lorenzen am Wechsel című német Wikipédia-szócikk ezen változatának fordításán alapul.  Az eredeti cikk szerkesztőit annak laptörténete sorolja fel. Ez a jelzés csupán a megfogalmazás eredetét és a szerzői jogokat jelzi, nem szolgál a cikkben szereplő információk forrásmegjelöléseként.